# Cmentarz żydowski w Górze Kalwarii
Cmentarz żydowski w Górze Kalwarii – został założony w 1826 roku i zajmuje powierzchnię 1,3 ha, na której zachowało się około sześćdziesięciu nagrobków oraz studnia do rytualnych ablucji. Najstarszy zachowany nagrobek pochodzi z 1840 roku. W 1991 roku odbudowano ohel na grobie cadyków z dynastii Alterów. Na terenie nekropolii znajduje się też pomnik ku czci ofiar Holokaustu.

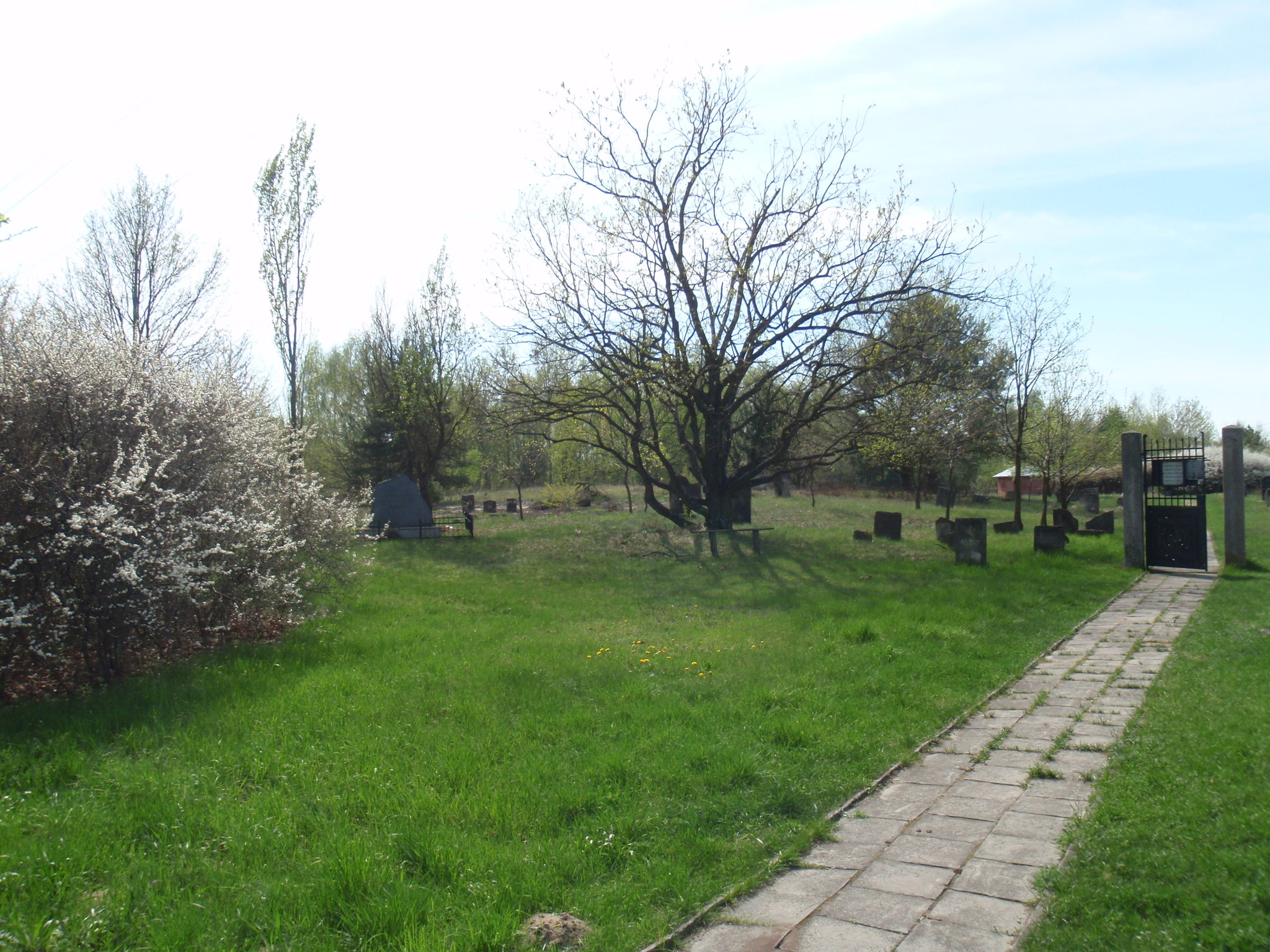
Cmentarz żydowski w Górze Kalwarii w kwietniu 2012. Widoczny ohel i pomniki